# Гусев, Григорий Иванович
Григорий Иванович Гусев — советский хозяйственный и государственный деятель, лауреат Государственной премии СССР за выдающиеся достижения в труде.

## Биография
Родился в 1930 году на территории современной Псковской области. Член КПСС.
Окончил ремесленное училище в Ленинграде.
В 1948—1953 годах — прессовщик, в 1953—1983 годах — бригадир прессовщиков завода «Красный выборжец» Министерства цветной металлургии СССР.
Стал инициатором движения за активное участке в разработке технологии и инструмента при производстве новых видов изделий. По его же инициативе члены бригады были обучены второй профессии — слесарей.
Бригада Гусева на прессе «3000» закончила десятую пятилетку за 4 года, освоив 26 новых видов высокоэкономичных профилей, применение которых в машиностроении дало экономический эффект в размере более 7 миллионов советских рублей.
За высокую эффективность и качество работы в металлургическом и химическом производстве на основе изыскания и использования внутренних резервов был в составе коллектива удостоен Государственной премии СССР за выдающиеся достижения в труде 1979 года.
Жил в Санкт-Петербурге.

## Награды
- Орден Ленина (1971)